# Animal (film, 2014)
Pour les articles homonymes, voir Animal (homonymie).
Pour plus de détails, voir Fiche technique et Distribution.
Animal est un film d'horreur américain de 2014, réalisé par Brett Simmons. Le film n'est sorti que dans certaines salles de cinéma et en VOD le 17 juin 2014.
Les acteurs principaux sont Jeremy Sumpter, Elizabeth Gillies, Keke Palmer et Joey Lauren Adams. Le film a été tourné à Manchester dans le Connecticut aux États-Unis. Keke Palmer chante la chanson du générique, appelé Animal.
Le film sera diffusé en octobre 2015 sur une chaîne du groupe Canal.

## Synopsis
Un groupe d'amis campent dans une forêt et sont pourchassés par une bête sanguinaire. Ils trouvent refuge dans une vieille cabane en bois où ils rencontrent un autre groupe qui s'y cache depuis quelques jours pour tenter d'échapper à la bête.

## Distribution
- Jeremy Sumpter (VF : Stanislas Forlani)  : Matt
- Elizabeth Gillies (VF : Olivia Luccioni) : Mandy
- Keke Palmer (V. F. : Alexia Papineschi)[3] : Alissa
- Joey Lauren Adams (VF : Laurence Mongeaud) : Vicky
- Amaury Nolasco (VF : Laurent Morteau) : Douglas
- Parker Young (VF : Jean Rieffel) : Jeff
- Paul Iacono : Sean
- Thorsten Kaye : Carl
- Eve : Barbara, femme de Douglas

Source VF sur RS Doublage 